# Gullah

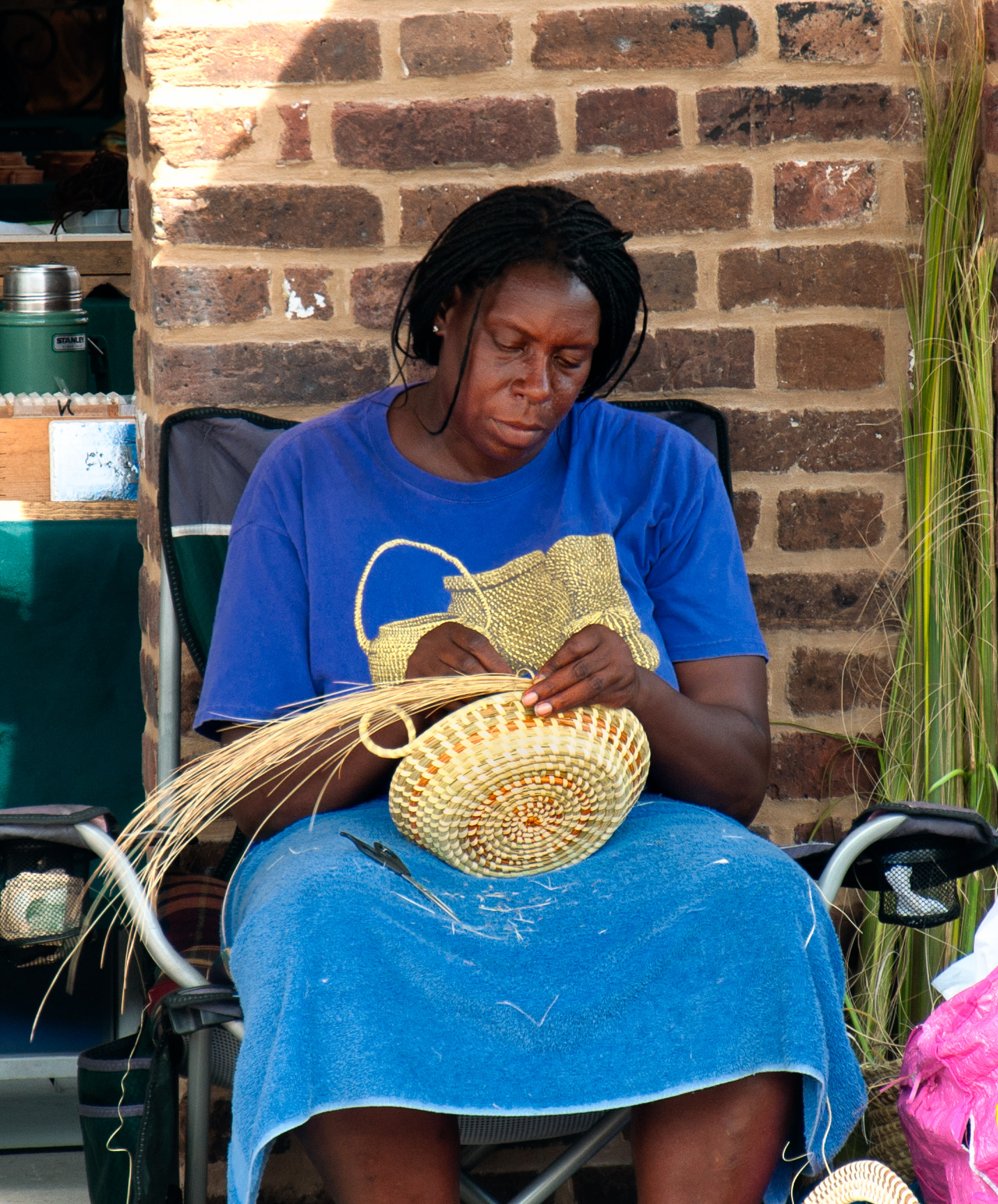
Una donna Gullah mentre prepara un cestino al mercato di Charleston, Carolina del Sud

I Gullah sono un sottogruppo del gruppo etnico afroamericano, che vive prevalentemente nella regione del cosiddetto Lowcountry, una regione culturale e geografica degli stati americani della Carolina del Sud, della Carolina del Nord, della Georgia e della Florida all'interno della pianura costiera e delle Sea Islands. La loro lingua e la loro cultura hanno conservato un'influenza significativa degli africanismi come risultato del loro storico isolamento geografico e della relazione della comunità con la loro storia e identità condivisa.
Storicamente, la regione di Gullah si estendeva dall'area del promontorio di Cape Fear sulla costa della Carolina del Nord a sud fino alle vicinanze di Jacksonville sulla costa della Florida. Il popolo Gullah e la loro lingua sono anche chiamati Geechee, che potrebbe derivare dal nome del fiume Ogeechee vicino a Savannah, in Georgia. Gullah è un termine originariamente usato per designare il dialetto creolo dell'inglese parlato dai Gullah e dai Geechee. Nel corso del tempo, chi parlava questo dialetto ha usato questo termine per riferirsi formalmente alla loro lingua creola e alla loro identità etnica distintiva come popolo. Le comunità della Georgia si distinguono identificandosi come "Geechee d'acqua dolce" o "Geechee d'acqua salata", a seconda che vivano sulla terraferma o sulle Sea Islands.
A causa di un periodo di relativo isolamento dai bianchi mentre lavoravano in grandi piantagioni nelle aree rurali, gli africani, schiavi di una varietà di gruppi etnici dell'Africa centrale e occidentale, svilupparono una cultura creola che ha conservato gran parte del loro patrimonio linguistico e culturale africano da vari popoli. Inoltre, hanno assorbito nuove influenze dalla regione. Il popolo Gullah parla una lingua creola basata sull'inglese che contiene molti prestiti africani ed è influenzata dalle lingue africane nella grammatica e nella struttura delle frasi. A volte indicata come "creolo dell'isola del mare" da linguisti e studiosi, la lingua Gullah è talvolta considerata simile al creolo delle Bahamas, al creolo delle Barbados, al creolo della Guyana, al creolo del Belize, al patois giamaicano e alla lingua Krio della Sierra Leone dell'Africa occidentale. L'artigianato Gullah, le tradizioni agricole e di pesca, le credenze popolari, la musica, la cucina a base di riso e le tradizioni di narrazione mostrano tutte forti influenze dalle culture dell'Africa centrale e occidentale.